# Eleições europeias de 2024 (Croácia)
As eleições europeias de 2024 na Croácia foram realizadas a 9 de junho e servirampara eleger os 12deputados nacionais para o Parlamento Europeu durante as eleições europeias. Estas foram as segundas eleições nacionais na Croácia, num ano de 2024 definido como um "super ano eleitoral", realizadas depois das eleições legislativas de abril e antes das eleições presidenciais que serão em dezembro.
A União Democrática Croata venceu as eleições de forma clara, ao obter mais de 35% dos votos e 6 dos 12 deputados em disputa.

## Representação parlamentar 2019-2024
A tabela mostra os deputados de acordo com a última informação do Parlamento Europeu:
| Partido Nacional | Partido Nacional                 | Deputados | Grupo parlamentar | Grupo parlamentar                                 |
| ---------------- | -------------------------------- | --------- | ----------------- | ------------------------------------------------- |
|                  | União Democrática Croata         | 4 / 12    |                   | Grupo do Partido Popular Europeu                  |
|                  | Partido Social-Democrata         | 4 / 12    |                   | Aliança Progressista dos Socialistas e Democratas |
|                  | Lei e Justiça                    | 2 / 12    |                   | Não inscritos                                     |
|                  | Assembleia Democrática da Ístria | 1 / 12    |                   | Renovar a Europa                                  |
|                  | Soberanistas Croatas             | 1 / 12    |                   | Reformistas e Conservadores Europeus              |

| Grupo parlamentar | Grupo parlamentar                                 | Deputados |
| ----------------- | ------------------------------------------------- | --------- |
|                   | Grupo do Partido Popular Europeu                  | 4 / 12    |
|                   | Aliança Progressista dos Socialistas e Democratas | 4 / 12    |
|                   | Não inscritos                                     | 2 / 12    |
|                   | Renovar a Europa                                  | 1 / 12    |
|                   | Reformistas e Conservadores Europeus              | 1 / 12    |

## Resultados Oficiais
| Partido Nacional        | Partido Nacional                                             | Votos     | %               | +/-   | Deputados | +/-     |
| ----------------------- | ------------------------------------------------------------ | --------- | --------------- | ----- | --------- | ------- |
|                         | União Democrática Croata                                     | 264 415   | 35,13 / 100,00  | 12,41 | 6 / 12    | 2       |
|                         | Partido Social-Democrata                                     | 192 859   | 25,62 / 100,00  | 6,91  | 4 / 12    | Estável |
|                         | Movimento da Pátria                                          | 66 541    | 8,84 / 100,00   | Novo  | 1 / 12    | Novo    |
|                         | Možemo!                                                      | 44 670    | 5,93 / 100,00   | 4,14  | 1 / 12    | 1       |
|                         | Fair Play Lista 9                                            | 41 710    | 5,54 / 100,00   | 0,35  | 0 / 12    | 1       |
|                         | Lista Independente de Nina Skočak                            | 30 369    | 4,03 / 100,00   | Novo  | 0 / 12    | Novo    |
|                         | A Ponte-Soberanistas Croatas-Partido dos Direitos da Croácia | 30 155    | 4,01 / 100,00   | 5,03  | 0 / 12    | Estável |
|                         | Lei e Justiça                                                | 22 425    | 2,98 / 100,00   | Novo  | 0 / 12    | Novo    |
|                         | Determinação e Justiça                                       | 10 328    | 1,37 / 100,00   | Novo  | 0 / 12    | Novo    |
|                         | Lista Independente de Ladislav Ilčić                         | 9 156     | 1,22 / 100,00   | Novo  | 0 / 12    | Novo    |
|                         | Ričard Nezavisni                                             | 8 757     | 1,16 / 100,00   | Novo  | 0 / 12    | Novo    |
|                         | Outros (com menos de 1,00%)                                  | 31 276    | 4,17 / 100,00   |       | 0 / 12    |         |
| Votos Inválidos         | Votos Inválidos                                              | 11 428    | 1,50 / 100,00   | 1,18  |           |         |
| Total                   | Total                                                        | 764 089   | 100,00 / 100,00 |       | 12 / 12   |         |
| Eleitorado/Participação | Eleitorado/Participação                                      | 3 731 860 | 20,47 / 100,00  | 8,39  |           |         |
| Fonte                   | Fonte                                                        | [ 5 ]     | [ 5 ]           | [ 5 ] | [ 5 ]     | [ 5 ]   |

## Representação parlamentar (2024-2029)

### Partidos nacionais
| Partido Nacional | Partido Nacional         | Deputados | Grupo parlamentar | Grupo parlamentar                                 |
| ---------------- | ------------------------ | --------- | ----------------- | ------------------------------------------------- |
|                  | União Democrática Croata | 6 / 12    |                   | Grupo do Partido Popular Europeu                  |
|                  | Partido Social-Democrata | 4 / 12    |                   | Aliança Progressista dos Socialistas e Democratas |
|                  | Movimento da Pátria      | 1 / 12    |                   | Reformistas e Conservadores Europeus              |
|                  | Možemo!                  | 1 / 12    |                   | Verdes/Aliança Livre Europeia                     |

### Grupos parlamentares europeus
| Grupo parlamentar | Grupo parlamentar                                 | Deputados |
| ----------------- | ------------------------------------------------- | --------- |
|                   | Grupo do Partido Popular Europeu                  | 6 / 12    |
|                   | Aliança Progressista dos Socialistas e Democratas | 4 / 12    |
|                   | Reformistas e Conservadores Europeus              | 1 / 12    |
|                   | Verdes/Aliança Livre Europeia                     | 1 / 12    |